# Buena Vista (comté d'Amador, Californie)
Pour les articles homonymes, voir Buena Vista.
Buena Vista est une census-designated place du comté d'Amador, dans l'État de Californie, aux États-Unis,. En 2020, elle compte une population de 542 habitants.